# Daelim VS 125
Daelim VS 125 je motocykl kategorie cruiser, vyvinutý firmou Daelim, vyráběný od roku 1996.

## Technické parametry
- Rám: ocelový
- Suchá hmotnost: 130 kg
- Pohotovostní hmotnost:
- Maximální rychlost: 103 km/h
- Spotřeba paliva: